# Sicyoptera
Sicyoptera är ett släkte av insekter. Sicyoptera ingår i familjen Nemopteridae.
Kladogram enligt Catalogue of Life:
| Sicyoptera | \| \| Sicyoptera cuspidata \| \| \| \| \| \| Sicyoptera dilatata \| \| \| \| |
|            | \| \| Sicyoptera cuspidata \| \| \| \| \| \| Sicyoptera dilatata \| \| \| \| |
|            | Sicyoptera cuspidata                                                         |
|            |                                                                              |
|            | Sicyoptera dilatata                                                          |
|            |                                                                              |